# Edmond Haxhinasto
Edmond Haxhinasto (ur. 16 listopada 1966 w Tiranie) – albański polityk, minister spraw zagranicznych 2010-2012.

## Życiorys
W 1989 ukończył studia na Wydziale Historii i Filozofii Uniwersytetu Tirańskiego. W 1996 uzyskał tytuł magistra administracji biznesowej w International Executive Center w Brdo w Słowenii. W 2000 zdobył stopień magistra polityki publicznej w Woodrow Wilson School of Public and International Affairs przy Princeton University w Stanach Zjednoczonych.
Od września 1991 do lipca 1992 był odpowiedzialny za stosunki zagraniczne Parlamentu Republiki Albanii. W latach 1993–1997 pracował w sektorze prywatnym.
Od sierpnia 1997 do lipca 1999 był szefem Wydziału Koordynacji w Kancelarii Premiera. Był również przedstawicielem rządu w Grupie Zarządzania Kryzysowego, powołanej do monitorowania sytuacji kosowskich uchodźców w Albanii. W 1998 pełnił funkcję szefa Monitorującej Grupy Antykorupcyjnej, zajmującej się nadzorem wdrażania rządowego planu walki z korupcją.
Od lipca 2000 do października 2001 pełnił funkcję doradcy premiera Ilira Mety ds. dyplomacji. Od listopada 2001 do lipca 2002 zajmował stanowisko Chargé d’affaires w Ambasadzie Albanii w Belgradzie. Od sierpnia 2002 do września 2003 był szefem gabinetu ministra spraw zagranicznych. Od kwietnia 2004 do maja 2005 pełnił funkcję doradcy Ilira Mety jako członka Międzynarodowej Komisji ds. Bałkanów. W lutym 2004 był współzałożycielem Instytutu ds. Pokoju, Rozwoju i Integracji.
W 2004 objął stanowisko wiceprzewodniczącego Socjalistycznego Ruchu Integracji (LSI). Od września 2009 do września 2010 pełnił urząd wiceministra robót publicznych i transportu w koalicyjnym rządzie premiera Sali Berishy. 16 września 2010 zastąpił wicepremiera Ilira Metę na stanowisku ministra spraw zagranicznych. W lipcu 2012 został odwołany z tego stanowiska. W latach 2013–2016 pełnił funkcję ministra transportu i infrastruktury.